# Nappe de table
Pour les articles homonymes, voir Nappe.

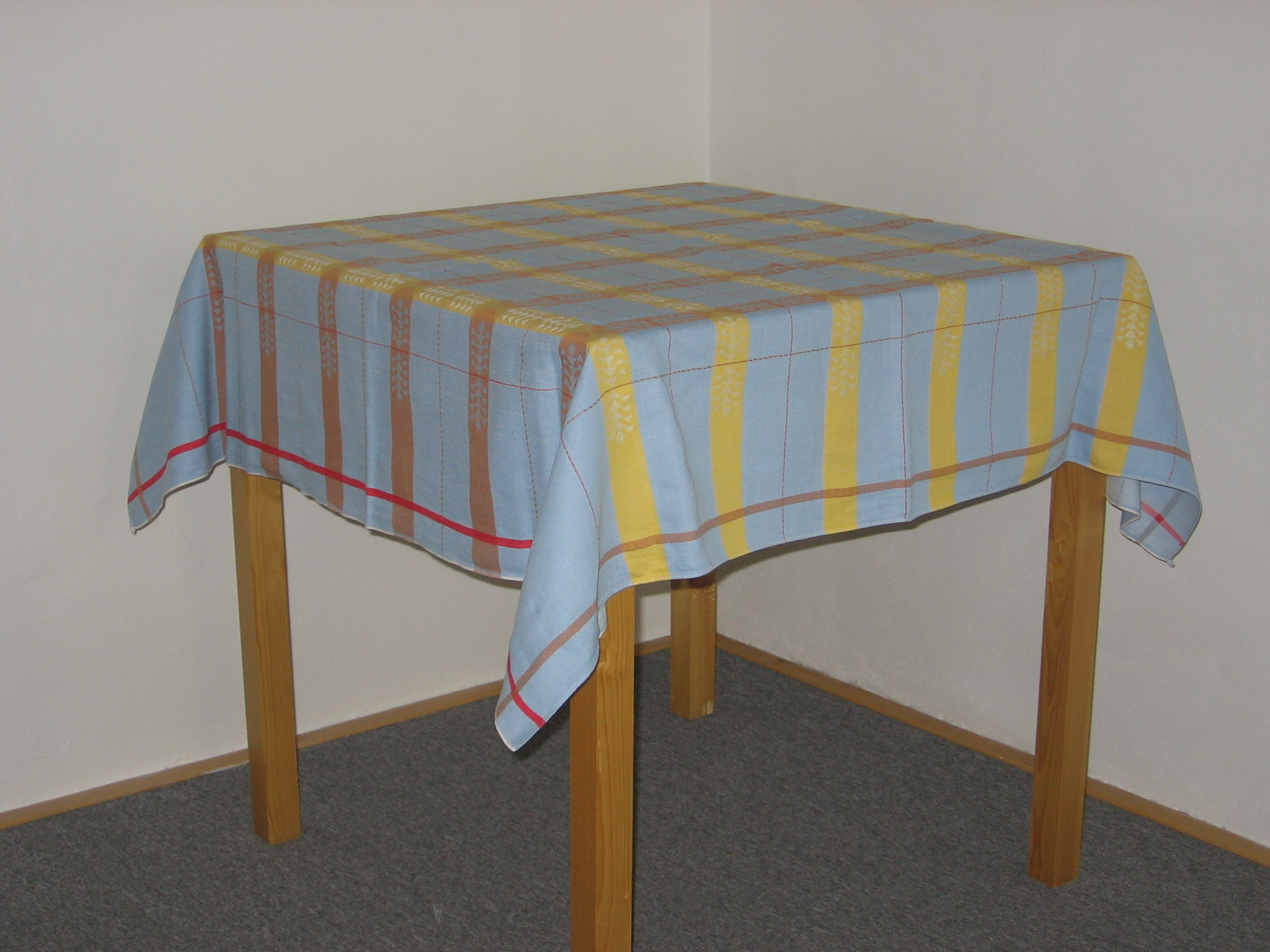
Une table recouverte d'une nappe.

Une nappe est un linge de maison utilisé pour recouvrir entièrement une table afin de la protéger et de la décorer.
Les nappes apparaissent sur les tables au Moyen Âge et servent à s'essuyer les mains. À la Renaissance, la nappe est souvent tissée en lin et brodée avec les armoiries de l'hôte. Le lin demeure le tissu de prédilection des gens fortunés, le chanvre étant jugé trop grossier. Au XIXe siècle, les toiles cirées se répandent, ainsi que les nappes de dentelle. Ce n'est qu'après la Seconde Guerre mondiale que les nappes de papier sont adoptées dans la restauration.
Il en existe des rondes, carrées, rectangulaires, selon les formes de table.

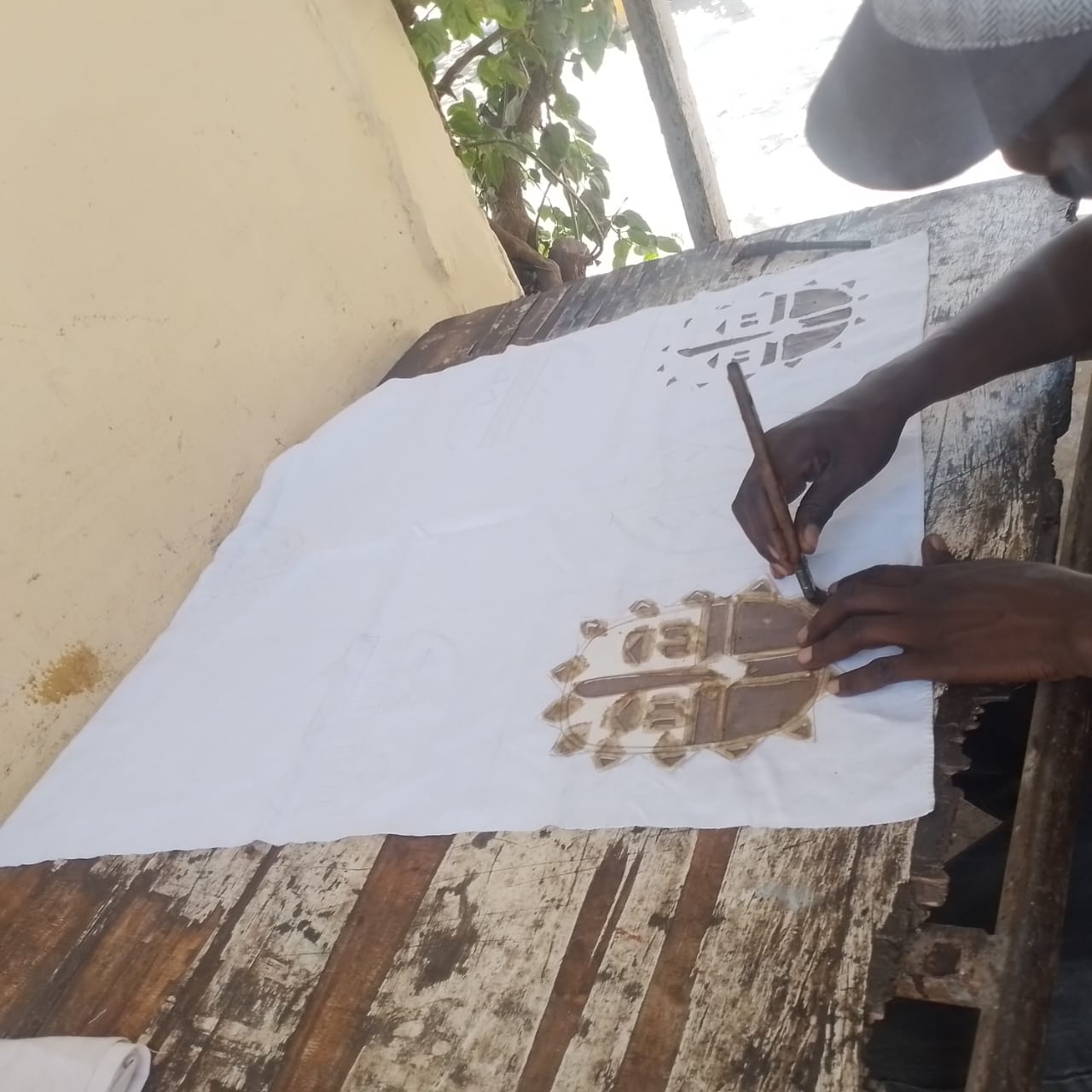
Processus de création d'une nappe avec des formes

## Dans la culture
Un tour de magie, basé sur l'inertie, consiste à retirer d'un coup sec une nappe sur laquelle une table est dressée, mais en laissant la vaisselle en place.
Le record de la plus longue nappe du monde est battu le 14 juillet 2016 en Mayenne, où une nappe longue de 20,427 km a été dressée le long du chemin de halage, entre Saint-Jean-sur-Mayenne et Nuillé-sur-Vicoin.